# 国立病院機構松江医療センター
独立行政法人国立病院機構松江医療センター（どくりつぎょうせいほうじんこくりつびょういんきこうまつえいりょうセンター）は、島根県松江市にある医療機関。独立行政法人国立病院機構が運営する病院である。旧国立療養所松江病院。政策医療分野における呼吸器疾患（結核含む）、神経・筋疾患、重症心身障害の専門医療施設である。隣接地に島根県立松江緑が丘養護学校がある。

## 沿革
- 1908年 - 松江衛戍病院が開院。
- 1953年 - 国立療養所松江病院と改称。
- 1971年 - 旧島根療養所と統合し現在地に移転[1]。
- 2001年1月6日 - 厚生労働省に移管。
- 2004年4月1日 - 独立行政法人国立病院機構発足に伴い、独立行政法人国立病院機構松江病院に改称。
- 2009年4月1日 - 現名称に改称。
- 2009年7月14日 - 5階建て新病棟完成。
- 2014年1月19日 - 新外来管理診療棟完成。

## 診療科
- 呼吸器科
- 循環器科
- 消化器科
- 神経内科
- 外科・呼吸器外科

## 医療機関の指定等
- 保険医療機関
- 労災保険指定医療機関
- 指定自立支援医療機関（精神通院医療）
- 身体障害者福祉法指定医の配置されている医療機関
- 生活保護法指定医療機関
- 結核指定医療機関
- 島根県がん連携拠点病院に準じる病院
- 戦傷病者特別援護法指定医療機関
- 指定療育機関
- 原子爆弾被害者一般疾病医療取扱医療機関
- 第二種感染症指定医療機関
- 特定疾患治療研究事業委託医療機関
- 小児慢性特定疾患治療研究事業委託医療機関

## 周辺の施設
- 開星中学校・高等学校
- 松江西高等学校
- 松徳学院中学校・高等学校
- 松江青葉病院
- 松江生協病院

## 交通アクセス
- JR西日本山陰本線松江駅北口より市バス・一畑バスで松江医療センター前下車、徒歩2分（市バスは、時間によっては構内に乗り入れする便あり）。